# 奥涅 (马恩省)
奥涅（法語：Ognes，法語發音：[ɔɲ]）是法国马恩省的一个市镇，位于该省南部偏西，属于埃佩尔奈区。

## 地理
奥涅（48°41'58"N, 3°54'16"E）面积7.79 平方千米，位于法国大東部大區马恩省，该省份为法国东北部内陆省份，北起阿登省，西北接埃纳省，西南接塞纳-马恩省，南至奥布省，东南接上马恩省，东临默兹省。
与奥涅接壤的市镇（或旧市镇、城区）包括：科南特尔、昂格吕泽勒和库尔塞勒、科鲁瓦、普勒尔。

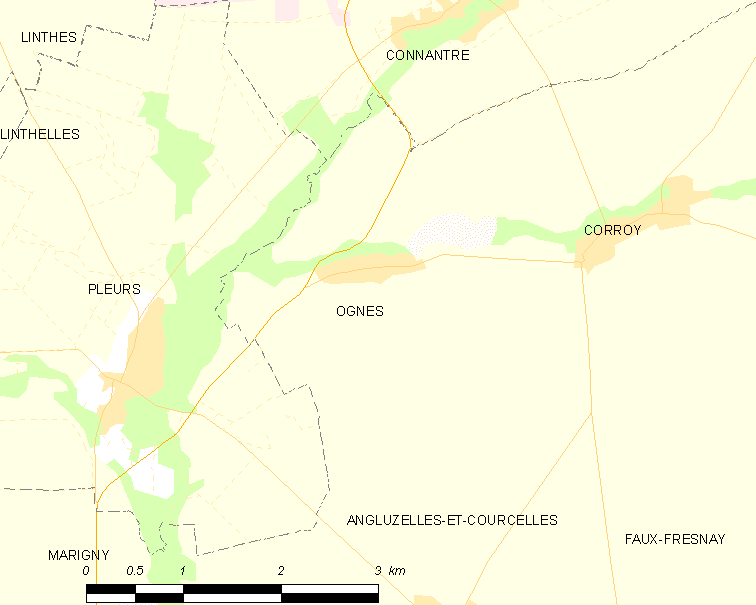
的OSM定位图

奥涅的时区为UTC+01:00、UTC+02:00（夏令时）。

## 行政
奥涅的邮政编码为51230，INSEE市镇编码为51412。

## 政治
奥涅所属的省级选区为韦尔蒂-香槟平原县。

## 人口

1962-2008年间人口变化图示

奥涅于2022年1月1日时的人口数量为60人。